# Кадрафил
Кадрафил (или Къдрафил) е връх с височина 882 m в Сърнена Средна гора. Намира се между селата Свежен и Мраченик.
Според някои изследвания, там е починал Хаджи Димитър.